# La Flèche Wallonne Féminine 2019
Den 22. udgave af La Flèche Wallonne Féminine blev afholdt den 24. april 2019. Det var det ottende løb i UCI Women's World Tour 2019.  Løbet blev vundet af hollandske Anna van der Breggen fra Boels-Dolmans for femte år i træk.

## Hold og ryttere
| UCI Women's Teams (24)- Alé Cipollini - Aromitalia Vaiano - Astana Women's - BePink - Bigla - Boels Dolmans - BTC City Ljubljana - Canyon-SRAM Racing - CCC-Liv - Cogeas-Mettler - Doltcini-Van Eyck Sport - FDJ-Nouvelle Aquitaine-Futuroscope - Hagens Berman-Supermint - Health Mate-Ladies Team - Lotto Soudal Ladies - Mitchelton-Scott - Movistar Team - Parkhotel Valkenburg-Destil - Sunweb Women - Tibco-Silicon Valley Bank - Trek-Segafredo - Valcar Cylance - Virtu Cycling Women - WNT-Rotor Pro Cycling |
| |

### Danske ryttere
- Annika Langvad kørte for Boels-Dolmans
- Cecilie Uttrup Ludwig kørte for Bigla Pro Cycling
- Louise Norman Hansen kørte for Team Virtu Cycling Women

## Resultater
| \| Samlede stilling \| Samlede stilling \| Samlede stilling \| Samlede stilling \| Samlede stilling \| \| Rytter \| Rytter \| Hold \| Tid \| \| \| ---------------- \| ---------------------- \| ------------------------- \| ---------------- \| ---------------- \| \| 1. \| Anna van der Breggen \| Boels Dolmans \| 3t 17' 04" \| \| \| 2. \| Annemiek van Vleuten \| Mitchelton-Scott \| + 1" \| \| \| 3. \| Annika Langvad \| Boels Dolmans \| + 4" \| \| \| 4. \| Marianne Vos \| CCC-Liv \| + 14" \| \| \| 5. \| Demi Vollering \| Parkhotel Valkenburg \| + 16" \| \| \| 6. \| Katarzyna Niewiadoma \| Canyon-SRAM Racing \| + 17" \| \| \| 7. \| Ashleigh Moolman-Pasio \| CCC-Liv \| + 20" \| \| \| 8. \| Cecilie Uttrup Ludwig \| Bigla \| + 23" \| \| \| 9. \| Brodie Chapman \| Tibco-Silicon Valley Bank \| + 26" \| \| \| 10. \| Mavi García \| Movistar Team \| + 33" \| \| |                        |                           |            |
| |                        |                           |            |
| Kilde: ProCyclingStats |                        |                           |            |
| Samlede stilling |                        |                           |            |
| Rytter | Rytter                 | Hold                      | Tid        |
| 1. | Anna van der Breggen   | Boels Dolmans             | 3t 17' 04" |
| 2. | Annemiek van Vleuten   | Mitchelton-Scott          | + 1"       |
| 3. | Annika Langvad         | Boels Dolmans             | + 4"       |
| 4. | Marianne Vos           | CCC-Liv                   | + 14"      |
| 5. | Demi Vollering         | Parkhotel Valkenburg      | + 16"      |
| 6. | Katarzyna Niewiadoma   | Canyon-SRAM Racing        | + 17"      |
| 7. | Ashleigh Moolman-Pasio | CCC-Liv                   | + 20"      |
| 8. | Cecilie Uttrup Ludwig  | Bigla                     | + 23"      |
| 9. | Brodie Chapman         | Tibco-Silicon Valley Bank | + 26"      |
| 10. | Mavi García            | Movistar Team             | + 33"      |

## Startliste
| Boels Dolmans DLT | Boels Dolmans DLT                     | Boels Dolmans DLT |
| ----------------- | ------------------------------------- | ----------------- |
| Nr.               | Rytter                                | Placering         |
| 1                 | Anna van der Breggen (NED) (landevej) | 1.                |
| 2                 | Chantal Blaak (NED) (landevej)        | DNF               |
| 3                 | Eva Buurman (NED)                     | DNF               |
| 4                 | Katie Hall (USA)                      | 28.               |
| 5                 | Annika Langvad (DEN)                  | 3.                |
| 6                 | Jip van den Bos (NED)                 | DNF               |

| CCC-Liv CCC | CCC-Liv CCC                             | CCC-Liv CCC |
| ----------- | --------------------------------------- | ----------- |
| Nr.         | Rytter                                  | Placering   |
| 11          | Marianne Vos (NED)                      | 4.          |
| 12          | Jeanne Korevaar (NED)                   | 55.         |
| 13          | Riejanne Markus (NED)                   | 62.         |
| 14          | Ashleigh Moolman-Pasio (RSA) (landevej) | 7.          |
| 15          | Pauliena Rooijakkers (NED)              | DNF         |
| 16          | Agnieszka Skalniak-Sójka (POL)          | 66.         |

| Mitchelton-Scott MTS | Mitchelton-Scott MTS       | Mitchelton-Scott MTS |
| -------------------- | -------------------------- | -------------------- |
| Nr.                  | Rytter                     | Placering            |
| 21                   | Annemiek van Vleuten (NED) | 2.                   |
| 22                   | Jessica Allen (AUS)        | DNF                  |
| 23                   | Grace Brown (AUS)          | 67.                  |
| 24                   | Lucy Kennedy (AUS)         | 40.                  |
| 25                   | Amanda Spratt (AUS)        | 11.                  |
| 26                   | Moniek Tenniglo (NED)      | DNF                  |

| FDJ-Nouvelle Aquitaine-Futuroscope FDJ | FDJ-Nouvelle Aquitaine-Futuroscope FDJ | FDJ-Nouvelle Aquitaine-Futuroscope FDJ |
| -------------------------------------- | -------------------------------------- | -------------------------------------- |
| Nr.                                    | Rytter                                 | Placering                              |
| 31                                     | Shara Gillow (AUS)                     | 13.                                    |
| 32                                     | Eugénie Duval (FRA)                    | DNF                                    |
| 33                                     | Victorie Guilman (FRA)                 | 59.                                    |
| 34                                     | Marie Le Net (FRA)                     | DNF                                    |
| 35                                     | Évita Muzic (FRA)                      | 31.                                    |
| 36                                     | Jade Wiel (FRA)                        | 73.                                    |

| Virtu Cycling Women TVC | Virtu Cycling Women TVC | Virtu Cycling Women TVC |
| ----------------------- | ----------------------- | ----------------------- |
| Nr.                     | Rytter                  | Placering               |
| 41                      | Sofia Bertizzolo (ITA)  | 53.                     |
| 43                      | Louise Norman Hansen    | DNF                     |
| 44                      | Anouska Koster (NED)    | 49.                     |
| 45                      | Rachel Neylan (AUS)     | 15.                     |
| 46                      | Sara Penton (SWE)       | DNF                     |

| Bigla BIG | Bigla BIG                   | Bigla BIG |
| --------- | --------------------------- | --------- |
| Nr.       | Rytter                      | Placering |
| 51        | Cecilie Uttrup Ludwig (DEN) | 8.        |
| 52        | Elise Chabbey (SUI)         | 25.       |
| 53        | Mikayla Harvey (NZL)        | 74.       |
| 54        | Nikola Nosková (CZE)        | 35.       |
| 55        | Elizabeth Banks (GBR)       | 68.       |
| 56        | Sophie Wright (GBR)         | 46.       |

| Canyon-SRAM Racing CSR | Canyon-SRAM Racing CSR            | Canyon-SRAM Racing CSR |
| ---------------------- | --------------------------------- | ---------------------- |
| Nr.                    | Rytter                            | Placering              |
| 61                     | Katarzyna Niewiadoma (POL)        | 6.                     |
| 62                     | Alena Amjaljusik (BLR) (landevej) | 36.                    |
| 63                     | Hannah Barnes (GBR)               | 75.                    |
| 64                     | Hannah Ludwig (GER)               | 72.                    |
| 66                     | Alexis Ryan (USA)                 | DNF                    |
| 67                     | Elena Cecchini (ITA)              | DNF                    |

| Movistar Team MOV | Movistar Team MOV                    | Movistar Team MOV |
| ----------------- | ------------------------------------ | ----------------- |
| Nr.               | Rytter                               | Placering         |
| 71                | Mavi García (ESP)                    | 10.               |
| 72                | Aude Biannic (FRA) (landevej)        | 78.               |
| 75                | Małgorzata Jasińska (POL) (landevej) | 77.               |
| 76                | Lorena Llamas (ESP)                  | DNF               |
| 77                | Eider Merino (ESP) (landevej)        | 34.               |
| 78                | Gloria Rodríguez (ESP)               | DNF               |

| BTC City Ljubljana BTC | BTC City Ljubljana BTC   | BTC City Ljubljana BTC |
| ---------------------- | ------------------------ | ---------------------- |
| Nr.                    | Rytter                   | Placering              |
| 81                     | Anastasia Chursina (RUS) | 26.                    |
| 83                     | Urška Bravec (SLO)       | DNF                    |
| 84                     | Hanna Nilsson (SWE)      | 52.                    |
| 85                     | Urša Pintar (SLO)        | 29.                    |
| 86                     | Urška Žigart (SLO)       | DNF                    |
| 87                     | Mia Radotić (CRO)        | DNF                    |

| Valcar Cylance VAL | Valcar Cylance VAL             | Valcar Cylance VAL |
| ------------------ | ------------------------------ | ------------------ |
| Nr.                | Rytter                         | Placering          |
| 91                 | Marta Cavalli (ITA) (landevej) | 30.                |
| 92                 | Alice Maria Arzuffi (ITA)      | 61.                |
| 93                 | Elisa Balsamo (ITA)            | 54.                |
| 94                 | Barbara Malcotti (ITA)         | 64.                |
| 95                 | Dalia Muccioli (ITA)           | DNF                |
| 96                 | Alessia Vigilia (ITA)          | DNF                |

| Alé Cipollini ALE | Alé Cipollini ALE             | Alé Cipollini ALE |
| ----------------- | ----------------------------- | ----------------- |
| Nr.               | Rytter                        | Placering         |
| 101               | Soraya Paladin (ITA)          | 16.               |
| 102               | Romy Kasper (GER)             | 76.               |
| 103               | Diana Peñuela (COL)           | DNF               |
| 104               | Nadia Quagliotto (ITA)        | 63.               |
| 105               | Karlijn Swinkels (NED)        | DNF               |
| 106               | Eri Yonamine (JPN) (landevej) | 42.               |

| WNT-Rotor Pro Cycling WNT | WNT-Rotor Pro Cycling WNT     | WNT-Rotor Pro Cycling WNT |
| ------------------------- | ----------------------------- | ------------------------- |
| Nr.                       | Rytter                        | Placering                 |
| 111                       | Erica Magnaldi (ITA)          | 27.                       |
| 112                       | Laura Asencio (FRA)           | DNF                       |
| 113                       | Kathrin Hammes (GER)          | DNF                       |
| 114                       | Gabrielle Pilote Fortin (CAN) | DNF                       |
| 115                       | Ane Santesteban (ESP)         | 43.                       |
| 116                       | Lara Vieceli (ITA)            | 47.                       |

| Sunweb SUN | Sunweb SUN                    | Sunweb SUN |
| ---------- | ----------------------------- | ---------- |
| Nr.        | Rytter                        | Placering  |
| 121        | Coryn Rivera (USA) (landevej) | DNF        |
| 122        | Lucinda Brand (NED)           | 48.        |
| 123        | Janneke Ensing (NED)          | 56.        |
| 124        | Leah Kirchmann (CAN)          | 17.        |
| 125        | Juliette Labous (FRA)         | 38.        |
| 127        | Floortje Mackaij (NED)        | 18.        |

| Trek-Segafredo TFS | Trek-Segafredo TFS            | Trek-Segafredo TFS |
| ------------------ | ----------------------------- | ------------------ |
| Nr.                | Rytter                        | Placering          |
| 131                | Lizzie Deignan (GBR)          | 23.                |
| 132                | Audrey Cordon-Ragot (FRA)     | 70.                |
| 133                | Elisa Longo Borghini (ITA)    | 20.                |
| 134                | Jolanda Neff (SUI) (landevej) | 21.                |
| 135                | Tayler Wiles (USA)            | 69.                |
| 136                | Ruth Winder (USA)             | 60.                |

| Astana Women's Team ASA | Astana Women's Team ASA         | Astana Women's Team ASA |
| ----------------------- | ------------------------------- | ----------------------- |
| Nr.                     | Rytter                          | Placering               |
| 141                     | Arlenis Sierra (CUB) (landevej) | 12.                     |
| 142                     | Marie-Soleil Blais (CAN)        | DNF                     |
| 143                     | Marina Kurnossova (KAZ)         | DNF                     |
| 144                     | Elena Pirrone (ITA)             | 50.                     |
| 145                     | Jeidy Pradera (CUB)             | DNF                     |
| 146                     | Olha Sjekel (UKR) (landevej)    | 41.                     |

| Tibco-Silicon Valley Bank TIB | Tibco-Silicon Valley Bank TIB | Tibco-Silicon Valley Bank TIB |
| ----------------------------- | ----------------------------- | ----------------------------- |
| Nr.                           | Rytter                        | Placering                     |
| 151                           | Brodie Chapman (AUS)          | 9.                            |
| 152                           | Alison Jackson (CAN)          | 37.                           |
| 153                           | Nina Kessler (NED)            | DNF                           |
| 154                           | Shannon Malseed (AUS)         | 65.                           |
| 155                           | Rozanne Slik (NED)            | DNF                           |
| 156                           | Lauren Stephens (USA)         | DNF                           |

| Parkhotel Valkenburg PHV | Parkhotel Valkenburg PHV | Parkhotel Valkenburg PHV |
| ------------------------ | ------------------------ | ------------------------ |
| Nr.                      | Rytter                   | Placering                |
| 161                      | Sofie De Vuyst (BEL)     | 24.                      |
| 162                      | Loes Adegeest (NED)      | DNF                      |
| 164                      | Roxane Knetemann (NED)   | DNF                      |
| 165                      | Esther van Veen (NED)    | DNF                      |
| 166                      | Demi Vollering (NED)     | 5.                       |
| 167                      | Sylvie Swinkels (NED)    | DNF                      |

| Lotto Soudal Ladies LSL | Lotto Soudal Ladies LSL   | Lotto Soudal Ladies LSL |
| ----------------------- | ------------------------- | ----------------------- |
| Nr.                     | Rytter                    | Placering               |
| 171                     | Julie Van de Velde (BEL)  | 14.                     |
| 173                     | Dani Christmas (GBR)      | 57.                     |
| 174                     | Marie Dessart (BEL)       | DNF                     |
| 176                     | Kelly Van den Steen (BEL) | 32.                     |
| 178                     | Chantal Hoffmann (LUX)    | DNF                     |

| Bepink BPK | Bepink BPK             | Bepink BPK |
| ---------- | ---------------------- | ---------- |
| Nr.        | Rytter                 | Placering  |
| 181        | Tatiana Guderzo (ITA)  | 22.        |
| 182        | Vania Canvelli (ITA)   | DNF        |
| 183        | Simona Frapporti (ITA) | DNF        |
| 184        | Katia Ragusa (ITA)     | 45.        |
| 185        | Nicole Steigenga (NED) | DNF        |
| 186        | Silvia Valsecchi (ITA) | DNF        |

| Health Mate-Ladies Team HMT | Health Mate-Ladies Team HMT | Health Mate-Ladies Team HMT |
| --------------------------- | --------------------------- | --------------------------- |
| Nr.                         | Rytter                      | Placering                   |
| 191                         | Kylie Waterreus (NED)       | DNF                         |
| 192                         | Lara Defour (BEL)           | DNF                         |
| 193                         | Veronika Kormos (HUN)       | DNF                         |
| 194                         | Esther Meisels (ISR)        | DNF                         |
| 195                         | Zsófia Szabó (HUN)          | DNF                         |
| 196                         | Suzanne Verhoeven (BEL)     | DNF                         |

| Hagens Berman-Supermint HBS | Hagens Berman-Supermint HBS | Hagens Berman-Supermint HBS |
| --------------------------- | --------------------------- | --------------------------- |
| Nr.                         | Rytter                      | Placering                   |
| 201                         | Lily Williams (USA)         | DNF                         |
| 202                         | Whitney Allison (USA)       | 51.                         |
| 203                         | Leigh Ann Ganzar (USA)      | 71.                         |
| 204                         | Lindsay Bayer (USA)         | DNF                         |
| 205                         | Harriet Owen (GBR)          | DNF                         |
| 206                         | Liza Rachetto (USA)         | DNF                         |

| Cogeas-Mettler-Look Pro Cycling Team CGS | Cogeas-Mettler-Look Pro Cycling Team CGS | Cogeas-Mettler-Look Pro Cycling Team CGS |
| ---------------------------------------- | ---------------------------------------- | ---------------------------------------- |
| Nr.                                      | Rytter                                   | Placering                                |
| 211                                      | Marija Novolodskaja (RUS)                | 33.                                      |
| 212                                      | Gulnaz Khatuntseva (RUS)                 | DNF                                      |
| 213                                      | Antri Christoforou (CYP) (landevej)      | DNF                                      |
| 214                                      | Olga Deyko (RUS)                         | DNF                                      |
| 215                                      | Elizaveta Oshurkova (RUS)                | DNF                                      |
| 216                                      | Anastasiia Pliaskina (RUS)               | DNF                                      |

| Aromitalia Vaiano VAI | Aromitalia Vaiano VAI           | Aromitalia Vaiano VAI |
| --------------------- | ------------------------------- | --------------------- |
| Nr.                   | Rytter                          | Placering             |
| 221                   | Rasa Leleivytė (LTU) (landevej) | 39.                   |
| 222                   | Sofia Beggin (ITA)              | 58.                   |
| 223                   | Letizia Borghesi (ITA)          | DNF                   |
| 224                   | Angelica Brogi (ITA)            | DNF                   |
| 225                   | Carmela Cipriani (ITA)          | DNF                   |
| 226                   | Nicole Nesti (ITA)              | DNF                   |

| Doltcini-Van Eyck Sport DVE | Doltcini-Van Eyck Sport DVE | Doltcini-Van Eyck Sport DVE |
| --------------------------- | --------------------------- | --------------------------- |
| Nr.                         | Rytter                      | Placering                   |
| 231                         | Tetyana Riabchenko (UKR)    | 19.                         |
| 232                         | Mieke Docx (BEL)            | DNF                         |
| 233                         | Séverine Eraud (FRA)        | DNF                         |
| 234                         | Marion Sicot (FRA)          | 44.                         |
| 235                         | Jesse Vandenbulcke (BEL)    | DNF                         |
| 236                         | Anisha Vekemans (BEL)       | DNF                         |

| Boels Dolmans DLT | Boels Dolmans DLT                     | Boels Dolmans DLT |
| ----------------- | ------------------------------------- | ----------------- |
| Nr.               | Rytter                                | Placering         |
| 1                 | Anna van der Breggen (NED) (landevej) | 1.                |
| 2                 | Chantal Blaak (NED) (landevej)        | DNF               |
| 3                 | Eva Buurman (NED)                     | DNF               |
| 4                 | Katie Hall (USA)                      | 28.               |
| 5                 | Annika Langvad (DEN)                  | 3.                |
| 6                 | Jip van den Bos (NED)                 | DNF               |

| CCC-Liv CCC | CCC-Liv CCC                             | CCC-Liv CCC |
| ----------- | --------------------------------------- | ----------- |
| Nr.         | Rytter                                  | Placering   |
| 11          | Marianne Vos (NED)                      | 4.          |
| 12          | Jeanne Korevaar (NED)                   | 55.         |
| 13          | Riejanne Markus (NED)                   | 62.         |
| 14          | Ashleigh Moolman-Pasio (RSA) (landevej) | 7.          |
| 15          | Pauliena Rooijakkers (NED)              | DNF         |
| 16          | Agnieszka Skalniak-Sójka (POL)          | 66.         |

| Mitchelton-Scott MTS | Mitchelton-Scott MTS       | Mitchelton-Scott MTS |
| -------------------- | -------------------------- | -------------------- |
| Nr.                  | Rytter                     | Placering            |
| 21                   | Annemiek van Vleuten (NED) | 2.                   |
| 22                   | Jessica Allen (AUS)        | DNF                  |
| 23                   | Grace Brown (AUS)          | 67.                  |
| 24                   | Lucy Kennedy (AUS)         | 40.                  |
| 25                   | Amanda Spratt (AUS)        | 11.                  |
| 26                   | Moniek Tenniglo (NED)      | DNF                  |

| FDJ-Nouvelle Aquitaine-Futuroscope FDJ | FDJ-Nouvelle Aquitaine-Futuroscope FDJ | FDJ-Nouvelle Aquitaine-Futuroscope FDJ |
| -------------------------------------- | -------------------------------------- | -------------------------------------- |
| Nr.                                    | Rytter                                 | Placering                              |
| 31                                     | Shara Gillow (AUS)                     | 13.                                    |
| 32                                     | Eugénie Duval (FRA)                    | DNF                                    |
| 33                                     | Victorie Guilman (FRA)                 | 59.                                    |
| 34                                     | Marie Le Net (FRA)                     | DNF                                    |
| 35                                     | Évita Muzic (FRA)                      | 31.                                    |
| 36                                     | Jade Wiel (FRA)                        | 73.                                    |

| Virtu Cycling Women TVC | Virtu Cycling Women TVC | Virtu Cycling Women TVC |
| ----------------------- | ----------------------- | ----------------------- |
| Nr.                     | Rytter                  | Placering               |
| 41                      | Sofia Bertizzolo (ITA)  | 53.                     |
| 43                      | Louise Norman Hansen    | DNF                     |
| 44                      | Anouska Koster (NED)    | 49.                     |
| 45                      | Rachel Neylan (AUS)     | 15.                     |
| 46                      | Sara Penton (SWE)       | DNF                     |

| Bigla BIG | Bigla BIG                   | Bigla BIG |
| --------- | --------------------------- | --------- |
| Nr.       | Rytter                      | Placering |
| 51        | Cecilie Uttrup Ludwig (DEN) | 8.        |
| 52        | Elise Chabbey (SUI)         | 25.       |
| 53        | Mikayla Harvey (NZL)        | 74.       |
| 54        | Nikola Nosková (CZE)        | 35.       |
| 55        | Elizabeth Banks (GBR)       | 68.       |
| 56        | Sophie Wright (GBR)         | 46.       |

| Canyon-SRAM Racing CSR | Canyon-SRAM Racing CSR            | Canyon-SRAM Racing CSR |
| ---------------------- | --------------------------------- | ---------------------- |
| Nr.                    | Rytter                            | Placering              |
| 61                     | Katarzyna Niewiadoma (POL)        | 6.                     |
| 62                     | Alena Amjaljusik (BLR) (landevej) | 36.                    |
| 63                     | Hannah Barnes (GBR)               | 75.                    |
| 64                     | Hannah Ludwig (GER)               | 72.                    |
| 66                     | Alexis Ryan (USA)                 | DNF                    |
| 67                     | Elena Cecchini (ITA)              | DNF                    |

| Movistar Team MOV | Movistar Team MOV                    | Movistar Team MOV |
| ----------------- | ------------------------------------ | ----------------- |
| Nr.               | Rytter                               | Placering         |
| 71                | Mavi García (ESP)                    | 10.               |
| 72                | Aude Biannic (FRA) (landevej)        | 78.               |
| 75                | Małgorzata Jasińska (POL) (landevej) | 77.               |
| 76                | Lorena Llamas (ESP)                  | DNF               |
| 77                | Eider Merino (ESP) (landevej)        | 34.               |
| 78                | Gloria Rodríguez (ESP)               | DNF               |

| BTC City Ljubljana BTC | BTC City Ljubljana BTC   | BTC City Ljubljana BTC |
| ---------------------- | ------------------------ | ---------------------- |
| Nr.                    | Rytter                   | Placering              |
| 81                     | Anastasia Chursina (RUS) | 26.                    |
| 83                     | Urška Bravec (SLO)       | DNF                    |
| 84                     | Hanna Nilsson (SWE)      | 52.                    |
| 85                     | Urša Pintar (SLO)        | 29.                    |
| 86                     | Urška Žigart (SLO)       | DNF                    |
| 87                     | Mia Radotić (CRO)        | DNF                    |

| Valcar Cylance VAL | Valcar Cylance VAL             | Valcar Cylance VAL |
| ------------------ | ------------------------------ | ------------------ |
| Nr.                | Rytter                         | Placering          |
| 91                 | Marta Cavalli (ITA) (landevej) | 30.                |
| 92                 | Alice Maria Arzuffi (ITA)      | 61.                |
| 93                 | Elisa Balsamo (ITA)            | 54.                |
| 94                 | Barbara Malcotti (ITA)         | 64.                |
| 95                 | Dalia Muccioli (ITA)           | DNF                |
| 96                 | Alessia Vigilia (ITA)          | DNF                |

| Alé Cipollini ALE | Alé Cipollini ALE             | Alé Cipollini ALE |
| ----------------- | ----------------------------- | ----------------- |
| Nr.               | Rytter                        | Placering         |
| 101               | Soraya Paladin (ITA)          | 16.               |
| 102               | Romy Kasper (GER)             | 76.               |
| 103               | Diana Peñuela (COL)           | DNF               |
| 104               | Nadia Quagliotto (ITA)        | 63.               |
| 105               | Karlijn Swinkels (NED)        | DNF               |
| 106               | Eri Yonamine (JPN) (landevej) | 42.               |

| WNT-Rotor Pro Cycling WNT | WNT-Rotor Pro Cycling WNT     | WNT-Rotor Pro Cycling WNT |
| ------------------------- | ----------------------------- | ------------------------- |
| Nr.                       | Rytter                        | Placering                 |
| 111                       | Erica Magnaldi (ITA)          | 27.                       |
| 112                       | Laura Asencio (FRA)           | DNF                       |
| 113                       | Kathrin Hammes (GER)          | DNF                       |
| 114                       | Gabrielle Pilote Fortin (CAN) | DNF                       |
| 115                       | Ane Santesteban (ESP)         | 43.                       |
| 116                       | Lara Vieceli (ITA)            | 47.                       |

| Sunweb SUN | Sunweb SUN                    | Sunweb SUN |
| ---------- | ----------------------------- | ---------- |
| Nr.        | Rytter                        | Placering  |
| 121        | Coryn Rivera (USA) (landevej) | DNF        |
| 122        | Lucinda Brand (NED)           | 48.        |
| 123        | Janneke Ensing (NED)          | 56.        |
| 124        | Leah Kirchmann (CAN)          | 17.        |
| 125        | Juliette Labous (FRA)         | 38.        |
| 127        | Floortje Mackaij (NED)        | 18.        |

| Trek-Segafredo TFS | Trek-Segafredo TFS            | Trek-Segafredo TFS |
| ------------------ | ----------------------------- | ------------------ |
| Nr.                | Rytter                        | Placering          |
| 131                | Lizzie Deignan (GBR)          | 23.                |
| 132                | Audrey Cordon-Ragot (FRA)     | 70.                |
| 133                | Elisa Longo Borghini (ITA)    | 20.                |
| 134                | Jolanda Neff (SUI) (landevej) | 21.                |
| 135                | Tayler Wiles (USA)            | 69.                |
| 136                | Ruth Winder (USA)             | 60.                |

| Astana Women's Team ASA | Astana Women's Team ASA         | Astana Women's Team ASA |
| ----------------------- | ------------------------------- | ----------------------- |
| Nr.                     | Rytter                          | Placering               |
| 141                     | Arlenis Sierra (CUB) (landevej) | 12.                     |
| 142                     | Marie-Soleil Blais (CAN)        | DNF                     |
| 143                     | Marina Kurnossova (KAZ)         | DNF                     |
| 144                     | Elena Pirrone (ITA)             | 50.                     |
| 145                     | Jeidy Pradera (CUB)             | DNF                     |
| 146                     | Olha Sjekel (UKR) (landevej)    | 41.                     |

| Tibco-Silicon Valley Bank TIB | Tibco-Silicon Valley Bank TIB | Tibco-Silicon Valley Bank TIB |
| ----------------------------- | ----------------------------- | ----------------------------- |
| Nr.                           | Rytter                        | Placering                     |
| 151                           | Brodie Chapman (AUS)          | 9.                            |
| 152                           | Alison Jackson (CAN)          | 37.                           |
| 153                           | Nina Kessler (NED)            | DNF                           |
| 154                           | Shannon Malseed (AUS)         | 65.                           |
| 155                           | Rozanne Slik (NED)            | DNF                           |
| 156                           | Lauren Stephens (USA)         | DNF                           |

| Parkhotel Valkenburg PHV | Parkhotel Valkenburg PHV | Parkhotel Valkenburg PHV |
| ------------------------ | ------------------------ | ------------------------ |
| Nr.                      | Rytter                   | Placering                |
| 161                      | Sofie De Vuyst (BEL)     | 24.                      |
| 162                      | Loes Adegeest (NED)      | DNF                      |
| 164                      | Roxane Knetemann (NED)   | DNF                      |
| 165                      | Esther van Veen (NED)    | DNF                      |
| 166                      | Demi Vollering (NED)     | 5.                       |
| 167                      | Sylvie Swinkels (NED)    | DNF                      |

| Lotto Soudal Ladies LSL | Lotto Soudal Ladies LSL   | Lotto Soudal Ladies LSL |
| ----------------------- | ------------------------- | ----------------------- |
| Nr.                     | Rytter                    | Placering               |
| 171                     | Julie Van de Velde (BEL)  | 14.                     |
| 173                     | Dani Christmas (GBR)      | 57.                     |
| 174                     | Marie Dessart (BEL)       | DNF                     |
| 176                     | Kelly Van den Steen (BEL) | 32.                     |
| 178                     | Chantal Hoffmann (LUX)    | DNF                     |

| Bepink BPK | Bepink BPK             | Bepink BPK |
| ---------- | ---------------------- | ---------- |
| Nr.        | Rytter                 | Placering  |
| 181        | Tatiana Guderzo (ITA)  | 22.        |
| 182        | Vania Canvelli (ITA)   | DNF        |
| 183        | Simona Frapporti (ITA) | DNF        |
| 184        | Katia Ragusa (ITA)     | 45.        |
| 185        | Nicole Steigenga (NED) | DNF        |
| 186        | Silvia Valsecchi (ITA) | DNF        |

| Health Mate-Ladies Team HMT | Health Mate-Ladies Team HMT | Health Mate-Ladies Team HMT |
| --------------------------- | --------------------------- | --------------------------- |
| Nr.                         | Rytter                      | Placering                   |
| 191                         | Kylie Waterreus (NED)       | DNF                         |
| 192                         | Lara Defour (BEL)           | DNF                         |
| 193                         | Veronika Kormos (HUN)       | DNF                         |
| 194                         | Esther Meisels (ISR)        | DNF                         |
| 195                         | Zsófia Szabó (HUN)          | DNF                         |
| 196                         | Suzanne Verhoeven (BEL)     | DNF                         |

| Hagens Berman-Supermint HBS | Hagens Berman-Supermint HBS | Hagens Berman-Supermint HBS |
| --------------------------- | --------------------------- | --------------------------- |
| Nr.                         | Rytter                      | Placering                   |
| 201                         | Lily Williams (USA)         | DNF                         |
| 202                         | Whitney Allison (USA)       | 51.                         |
| 203                         | Leigh Ann Ganzar (USA)      | 71.                         |
| 204                         | Lindsay Bayer (USA)         | DNF                         |
| 205                         | Harriet Owen (GBR)          | DNF                         |
| 206                         | Liza Rachetto (USA)         | DNF                         |

| Cogeas-Mettler-Look Pro Cycling Team CGS | Cogeas-Mettler-Look Pro Cycling Team CGS | Cogeas-Mettler-Look Pro Cycling Team CGS |
| ---------------------------------------- | ---------------------------------------- | ---------------------------------------- |
| Nr.                                      | Rytter                                   | Placering                                |
| 211                                      | Marija Novolodskaja (RUS)                | 33.                                      |
| 212                                      | Gulnaz Khatuntseva (RUS)                 | DNF                                      |
| 213                                      | Antri Christoforou (CYP) (landevej)      | DNF                                      |
| 214                                      | Olga Deyko (RUS)                         | DNF                                      |
| 215                                      | Elizaveta Oshurkova (RUS)                | DNF                                      |
| 216                                      | Anastasiia Pliaskina (RUS)               | DNF                                      |

| Aromitalia Vaiano VAI | Aromitalia Vaiano VAI           | Aromitalia Vaiano VAI |
| --------------------- | ------------------------------- | --------------------- |
| Nr.                   | Rytter                          | Placering             |
| 221                   | Rasa Leleivytė (LTU) (landevej) | 39.                   |
| 222                   | Sofia Beggin (ITA)              | 58.                   |
| 223                   | Letizia Borghesi (ITA)          | DNF                   |
| 224                   | Angelica Brogi (ITA)            | DNF                   |
| 225                   | Carmela Cipriani (ITA)          | DNF                   |
| 226                   | Nicole Nesti (ITA)              | DNF                   |

| Doltcini-Van Eyck Sport DVE | Doltcini-Van Eyck Sport DVE | Doltcini-Van Eyck Sport DVE |
| --------------------------- | --------------------------- | --------------------------- |
| Nr.                         | Rytter                      | Placering                   |
| 231                         | Tetyana Riabchenko (UKR)    | 19.                         |
| 232                         | Mieke Docx (BEL)            | DNF                         |
| 233                         | Séverine Eraud (FRA)        | DNF                         |
| 234                         | Marion Sicot (FRA)          | 44.                         |
| 235                         | Jesse Vandenbulcke (BEL)    | DNF                         |
| 236                         | Anisha Vekemans (BEL)       | DNF                         |